# Alex Baresi
Alex Baresi, pseudonimo di Alessandro Vacchieri (Genova, 5 febbraio 1979), è un ex attore pornografico e modello italiano, che ha lavorato nel settore della pornografia gay.

## Biografia
Nato e cresciuto a Genova, studia economia e commercio all'Università degli Studi di Genova, laureandosi con una tesi in economia internazionale. Dopo la laurea per un breve periodo ha lavorato per un gruppo assicurativo per poi decidere di lavorare nella pornografia e si dedica al culturismo. La sua carriera inizia nel 2005, quando gli venne proposto di prendere parte a un film pornografico, proposta che rifiutò in quanto si sarebbe dovuto trattare di un film bareback, contrario alla sua pratica del sesso sicuro di cui è sostenitore. Non abbandonando l'idea di lavorare nel settore pornografico, decise di inviare alcune e-mail e nel giro di poco tempo si ritrovò a San Francisco a girare tre film per i Raging Stallion Studios; successivamente girò a Londra un film per gli studios Alphamale Media. Nei suoi primi lavori veniva accreditato come Alex Corsi.
Dopo queste prime esperienze, nel 2006 ottenne un contratto in esclusiva con Titan Media iniziando ad accreditarsi nei film con il nome Alex Baresi. Nel giro di poco tempo lavorò in vari film come Folsom Filth, Breathless, Folsom Leather, Fear al fianco di porno attori già affermati come François Sagat, Árpád Miklós e molti altri, ricoprendo ruoli versatili. Ha partecipando a film leather, rubber e fist e a lavorato come modello di nudo per varie riviste e calendari di tipo "Bear".
Baresi ha posato da modello per il pittore australiano Ross Watson, venendo ritratto con alle spalle il dipinto del Caravaggio San Giovanni Battista (Giovane con un montone). Parte dei ricavati della vendita del quadro sono andati ad organizzazioni che si battono per la lotta all'AIDS. Nello stesso periodo è apparso sulla copertina della rivista erotica Honcho.
Nel 2007 è stato votato come "International Gay Porn Star for 2007" ed è apparso in Night Visions, antologia del nudo maschile contemporaneo del fotografo Roberto Chiovitti. Nella seconda metà del 2007 iniziò una nuova esperienza lavorativa, aprendo una società a Monaco di Baviera che gestiva un negozio on line di oggettistica erotica, non più operativo, come giocattoli sessuali e vestiario di pelle e lattice.

## Riconoscimenti
- 2007 David Awards nomination for Best American Actor.[10]
- 2007 European Gay Porn Awards nomination for Best Bottom in "Folsom Leather" (Titan Media).
- 2007 WeHo XXX nomination for Best Jerk Scene.[11]
- 2008 Grabby Awards nomination for Performer of the Year.[12][13]
- 2009 Chronicles of Pornia Award nominee for Best Hairy Performer.[14]

## Filmografia
- Bedroom Eyes (2005) regia di Chris Ward
- Breathless (2006) regia di Bruce Cam
- Fistpack 9: Stetch (2006) regia di n/d
- Folsom Filth: Director's Expanded Edit (2006) regia di Brian Mills
- Monster Bang 9: Humping Iron (2006) regia di Michael Brandon
- Out In The Open (2006) regia di Maxwell Barber
- Spy Quest 3 (2006) regia di Brian Mills
- Breakers  (2007) regia di Bruce Cam
- Fear (2007) regia di Brian Mills
- Folsom Leather (2007) regia di Brian Mills
- Men's Room 3: Ozark Mtn. Exit 8 (2007) regia di Joe Gage
- Best of Francois Sagat 3 (2008) regia di Ben Leon, Chris Ward e Michael Brandon
- Folsom Prison (2008) regia di Brian Mills
- Funhouse  (2008) regia di Brian Mills
- Playbook (2008) regia di Brian Mills
- Telescope (2008) regia di Brian Mills
- Double Barrel (2009) regia di Brian Mills
- Best of Carlo Cox (2010) regia di n/d
- Marco Blaze: Thick and Uncut (2011) regia di Brian Mills e Richie Oldman
- Foreskin Mafia (2015) regia di n/d